# Pouzolzia papuana
Pouzolzia papuana är en nässelväxtart som beskrevs av Karl Moritz Schumann och Lauterb.. Pouzolzia papuana ingår i släktet Pouzolzia och familjen nässelväxter. Inga underarter finns listade i Catalogue of Life.